# Dümmer (municipio)
Para el lago de Baja Sajonia, véase: Dümmer
Dümmer es un municipio situado en el distrito de Ludwigslust-Parchim, en el estado federado de Mecklemburgo-Pomerania Occidental (Alemania), a una altitud de 51 metros. Su población a finales de 2016 era de 1446 habs. y su densidad poblacional, 46 hab/km².

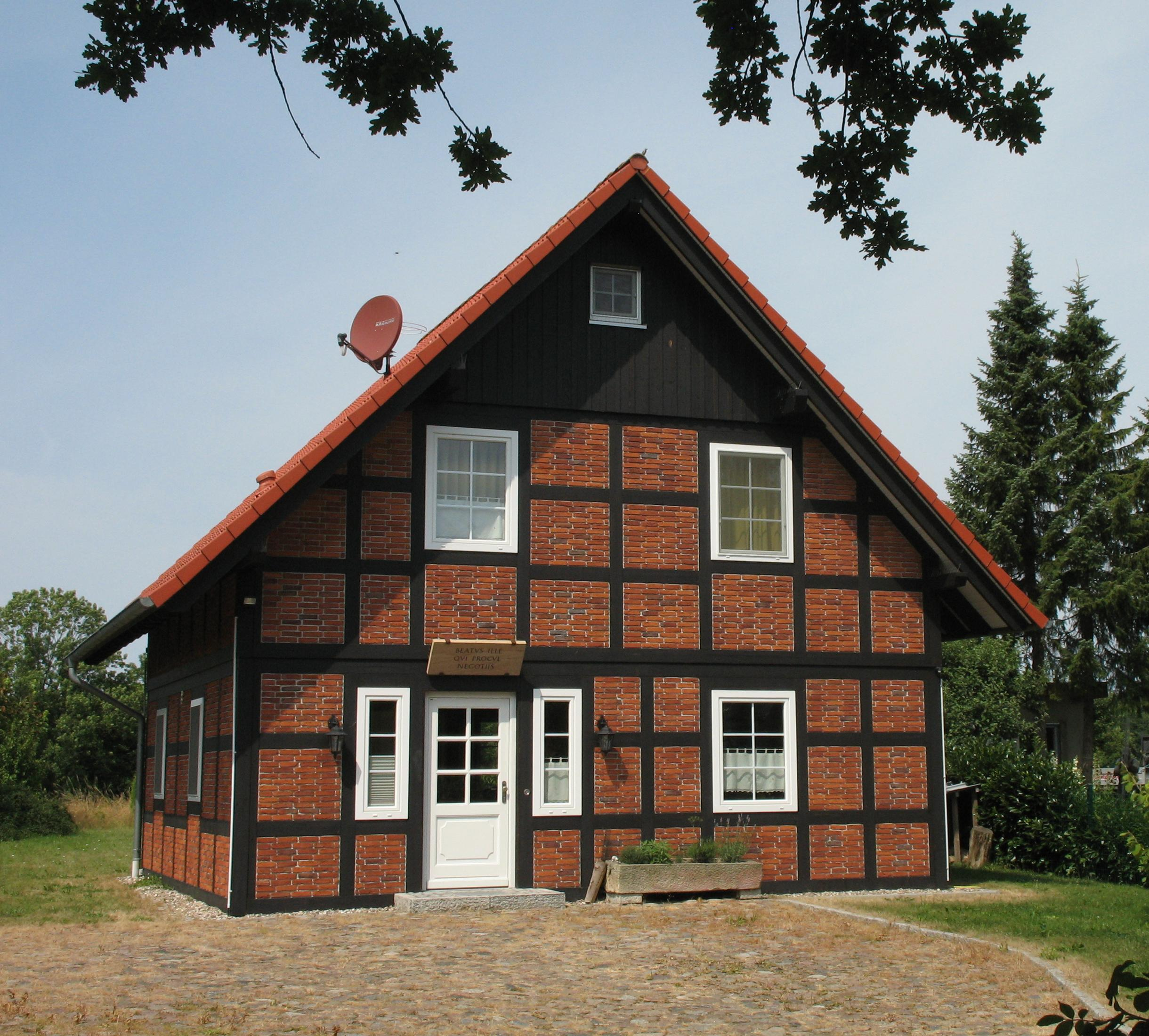
Casa de Dümmer

Se encuentra ubicado junto al borde con el distrito de Mecklemburgo Noroccidental.